# Resultados do Carnaval de Porto Alegre em 1999
Resultados do Carnaval de Porto Alegre em 1999. A vencedora do grupo especial foi a Estado Maior da Restinga com o enredo; Bailado do Cisne nas asas da imaginação.

## Grupo Especial
| Colocação | Escola                       | Pontos | Desempate | Punições | Nota       | Ref.        |
| --------- | ---------------------------- | ------ | --------- | -------- | ---------- | ----------- |
| 1º        | Estado Maior da Restinga     | 159    | Fantasia  |          |            | [ 2 ] [ 3 ] |
| 2º        | Imperadores do Samba         | 159    |           |          |            | [ 2 ] [ 3 ] |
| 3º        | Bambas da Orgia              | 158,5  |           |          |            | [ 2 ] [ 3 ] |
| 4º        | Imperatriz Dona Leopoldina   | 155,5  |           |          |            | [ 2 ] [ 3 ] |
| 5º        | União da Vila do IAPI        | 147    |           |          |            | [ 2 ] [ 3 ] |
| 6º        | Unidos de Vila Isabel        | 142,5  |           | - 4      |            | [ 2 ] [ 3 ] |
| 7º        | Academia de Samba Praiana    | 142    |           |          | Rebaixadas | [ 2 ] [ 3 ] |
| 8º        | Filhos da Candinha           | 141    |           |          | Rebaixadas | [ 2 ] [ 3 ] |
| 9º        | Estação Primeira da Figueira | 125    |           | - 2      | Rebaixadas | [ 2 ] [ 3 ] |

## Grupo Intermediário A
| Colocação | Escola                          | Pontos | Punições | Nota       | Ref.        |
| --------- | ------------------------------- | ------ | -------- | ---------- | ----------- |
| 1º        | Acadêmicos de Gravataí          | 149    |          | Promovida  | [ 4 ] [ 5 ] |
| 2º        | Embaixadores do Ritmo           | 149    |          |            | [ 4 ] [ 5 ] |
| 3º        | Império da Zona Norte           | 148    |          |            | [ 4 ] [ 5 ] |
| 4º        | Real Academia de Samba          | 146    |          |            | [ 4 ] [ 5 ] |
| 5º        | Império do Sol                  | 140,5  | - 2      |            | [ 4 ] [ 5 ] |
| 6º        | Integração do Areal da Baronesa | 139    | -2       |            | [ 4 ] [ 5 ] |
| 7º        | Mocidade da Lomba do Pinheiro   | 134    |          | Rebaixadas | [ 4 ] [ 5 ] |
| 8º        | Acadêmicos da Orgia             | 130,5  | - 4      | Rebaixadas | [ 4 ] [ 5 ] |
| 9º        | União da Tinga                  | 121    | - 2      | Rebaixadas | [ 4 ] [ 5 ] |

## Grupo Intermediário B
| Colocação | Escola                                   | Pontos | Punições | Nota       | Ref.        |
| --------- | ---------------------------------------- | ------ | -------- | ---------- | ----------- |
| 1º        | Copacabana                               | 148    |          | Promovida  | [ 4 ] [ 6 ] |
| 2º        | Academia Samba Puro                      | 148    |          |            | [ 4 ] [ 6 ] |
| 3º        | Protegidos da Princesa Isabel            | 146    |          |            | [ 4 ] [ 6 ] |
| 4º        | Mocidade Independente do Jardim Planalto | 141,5  | - 6      |            | [ 4 ] [ 6 ] |
| 5º        | Unidos do Guajuviras                     | 137    | - 2      |            | [ 4 ] [ 6 ] |
| 6º        | Unidos da Zona Norte                     | 134,5  |          |            | [ 4 ] [ 6 ] |
| 7º        | Os Astros de Alvorada                    | 129,5  |          | Rebaixadas | [ 4 ] [ 6 ] |
| 8º        | Fidalgos e Aristocratas                  | 126    | - 4      | Rebaixadas | [ 4 ] [ 6 ] |
| 9º        | Diplomatas de Alvorada                   | 115,5  |          | Rebaixadas | [ 4 ] [ 6 ] |

## Grupo de Acesso
| Colocação | Escola                 | Nota      | Ref.  |
| --------- | ---------------------- | --------- | ----- |
| 1º        | Imperatriz Leopoldense | Promovida | [ 2 ] |

## Tribos
| Colocação | Tribo        | Ref.  |
| --------- | ------------ | ----- |
| 1º        | Guaianazes   | [ 1 ] |
| 2º        | Os Tapuias   | [ 1 ] |
| 3º        | Os Comanches | [ 1 ] |